# Phrynella pulchra
Phrynella pulchra är en groddjursart som beskrevs av George Albert Boulenger 1887. Phrynella pulchra ingår i släktet Phrynella och familjen Microhylidae. IUCN kategoriserar arten globalt som livskraftig. Inga underarter finns listade i Catalogue of Life.